# Sinogastromyzon hexaocellum
Sinogastromyzon hexaocellum är en fiskart som beskrevs av Nguyen 2005. Sinogastromyzon hexaocellum ingår i släktet Sinogastromyzon och familjen grönlingsfiskar. IUCN kategoriserar arten globalt som otillräckligt studerad. Inga underarter finns listade i Catalogue of Life.